# Pic de Mostiri
El Pic de Mostiri és una muntanya de 2.572 metres que es troba entre els municipis d'Alt Àneu, a la comarca del Pallars Sobirà i l'Arieja a França.